# Rickey Holden
Pour les articles homonymes, voir Holden.
Richard Crosby « Rickey » Holden (Connecticut, 14 octobre 1926 - 19 décembre 2017) est un professeur, chercheur et producteur de musique et de danses traditionnelles, spécialiste des square dances, ainsi qu'un écrivain américain.

## Biographie
Formé aux danses de société à Austin au Texas en 1935, il se spécialise en square dances dans le Vermont en 1939.
Diplômé de la Newton High School (Newtonville, Massachusetts) en 1943, il étudie à l'université Tufts et participe aux activités organisées par l'YWCA, puis voyage pendant deux ans aux États-Unis pour recueillir les variantes stylistiques des square dances, devenant ensuite une sorte de « consultant » de la danse.
Après la Seconde Guerre mondiale, Frank Kaltman et Dan Wolfert fondent la société Folkraft Records à Newark (New Jersey) en 1946. Rickey Holden les rejoint en 1964 puis, en 1967, il s'installe à Bruxelles où il fonde Folkraft-Europe. À partir de 1975, il organise de nombreux stages de danse à travers l'Europe, invitant des chorégraphes et danseurs du pays à partager avec les stagiaires une « expérience » complète en danse et en arts traditionnels.
Il meurt en 2017 après avoir enseigné dans plus de quatre-vingts pays et organisé une centaine de stages.

## Ouvrages (sélection)
- Square Dancing Texas Style: A Guide to the Perplexed, Folkraft Records, 1949.
- The Square Dance Caller, San Antonio, , 1951.
- The Square Dance Caller; Some Ideas and Definitions Dealing with the Science of His Art, and a Reminder of His Various Responsibilities, San Antonio, 1951.
- Collection of Couple Dances, San Antonio, 1953.
- Various catalogs and descriptions, such as Assyrian Folk Dances, Bulgarian Folk Dances, Dances of Central Serbia, Dances of East Serbia, Greek Folk Dances, Hungarian Folk Dances, Macedonian Folk Dances, 1956.
- Folk Dance Text, National Recreation Association of Japan, 1959.
- Descriptions of 58 Israeli Folk Dances, Tel Aviv, 1962.
- A Dance Notation System Developed in Romania by Vera Proca-Ciortea, explanation and commentary, Newark, 1964.
- Macedonian Folk Dances (avec Atanas Kolarovski), Newark, Folkraft, 1965, 3 vol.
- Greek Folk Dances (avec Maria Vouras), Newark, Folkraft Press, 1965, 3 vol.
- Hungarian Folk Dances (avec Csaba Pálfi) , Brussels, Folkraft-Europe, 1975.
- Syllabus for the Hungarian Folk Dance Seminar Held in Sarospatak, Hungary (avec Csaba Pálfi et William Reynolds),  Brussels, Folkraft-Europe, 1977.
- Assyrian Folk Dances, San Antonio, Folkraft Records, 1983.
- Square Dances of West Texas, Austin, The Society of Folk Dance Historians, 1992.